# Рогачёво (Архангельская область)
Рогачёво — второй по величине и значимости населённый пункт архипелага Новая Земля. Здесь находится военный аэродром Рогачёво, на котором с сентября 1972 года дислоцировался 63-й гвардейский истребительный авиационный полк.

## Название
Название залива Рогачёва и посёлка Рогачёво идёт от имени кондуктора корпуса флотских штурманов Г. С. Рогачёва из экспедиции А. К. Циволько в 1838—39 гг., но на Новой Земле бывали и другие поморы Рогачёвы, с именами которых ныне могут ассоциироваться географические названия архипелага. Так, В. Ю. Визе в своей книге пишет об Иване Рогачёве, промышлявшем на северных островах.

## География и климат
Посёлок расположен на полуострове Гусиная Земля, в 12 км северо-восточнее посёлка Белушья Губа.
Климат тундровый, здесь очень холодно в течение всего года. По классификации климатов Кёппена — арктический климат (индекс ET). Средняя температура воздуха за год составляет −4.9 °C, в год выпадает около 359 мм осадков.
| Показатель                    | Янв.  | Фев.  | Март  | Апр.  | Май  | Июнь | Июль | Авг. | Сен. | Окт. | Нояб. | Дек.  | Год  |
| ----------------------------- | ----- | ----- | ----- | ----- | ---- | ---- | ---- | ---- | ---- | ---- | ----- | ----- | ---- |
| Средний суточный максимум, °C | −9,8  | −10,9 | −8,7  | −6    | −1,3 | 5,9  | 12,1 | 10,6 | 6,5  | 0,6  | −4,1  | −6,6  | −1   |
| Средняя температура, °C       | −14,5 | −15,1 | −13,5 | −10,4 | −4,5 | 1,7  | 7,4  | 6,8  | 3,6  | −1,9 | −7,6  | −10,7 | −4,9 |
| Средний суточный минимум, °C  | −19,1 | −19,3 | −18,2 | −14,7 | −7,7 | −2,5 | 2,7  | 3,1  | 0,8  | −4,4 | −11,1 | −14,8 | −8,8 |
| Норма осадков, мм             | 22    | 22    | 23    | 17    | 21   | 25   | 41   | 48   | 50   | 38   | 27    | 25    | 359  |
| Источник:                     |       |       |       |       |      |      |      |      |      |      |       |       |      |

## Состояние посёлка
До 1993 года в посёлке была 8-летняя школа, старшие классы возили на автобусе в посёлок Белушья Губа.
В 2000 году создано муниципальное образование «Новая Земля», в состав которого входят посёлок Рогачёво и посёлок городского типа Белушья Губа.
Посёлок Рогачёво в конце 2014 года был назван как один из пунктов базирования сил Объединённого стратегического командования «Север», официально созданного 1 декабря 2014 года.
На текущий момент большинство старых зданий разрушены или нуждаются в реконструкции, гражданских лиц почти не осталось. 

## Население
| 2002 | 2010 | 2012 | 2013 | 2014 | 2015 | 2016 | 2017 | 2018 |
| ---- | ---- | ---- | ---- | ---- | ---- | ---- | ---- | ---- |
| 92   | ↗457 | ↗480 | ↘474 | ↘467 | ↗533 | ↗555 | ↘529 | ↗532 |
| 2019 | 2020 | 2021 | 2023 |      |      |      |      |      |
| ↗584 | ↗659 | ↘330 | ↘300 |      |      |      |      |      |

Национальный состав
По итогам переписи населения 2020 года проживали следующие национальности (национальности менее 0,1 % и другое, см. в сноске к строке «Другие»):
| Национальность | Численность, чел. | Доля     |
| -------------- | ----------------- | -------- |
| Русские        | 301               | 91,21 %  |
| Украинцы       | 4                 | 1,21 %   |
| Чеченцы        | 3                 | 0,91 %   |
| Татары         | 3                 | 0,91 %   |
| Башкиры        | 2                 | 0,61 %   |
| Тувинцы        | 2                 | 0,61 %   |
| Даргинцы       | 2                 | 0,61 %   |
| Удмурты        | 1                 | 0,30 %   |
| Ненцы          | 1                 | 0,30 %   |
| Немцы          | 1                 | 0,30 %   |
| Мордва         | 1                 | 0,30 %   |
| Калмыки        | 1                 | 0,30 %   |
| Казахи         | 1                 | 0,30 %   |
| Ингуши         | 1                 | 0,30 %   |
| Грузины        | 1                 | 0,30 %   |
| Гагаузы        | 1                 | 0,30 %   |
| Буряты         | 1                 | 0,30 %   |
| Белорусы       | 1                 | 0,30 %   |
| Армяне         | 1                 | 0,30 %   |
| Другие         | 1                 | 0,33 %   |
| Итого          | 330               | 100,00 % |

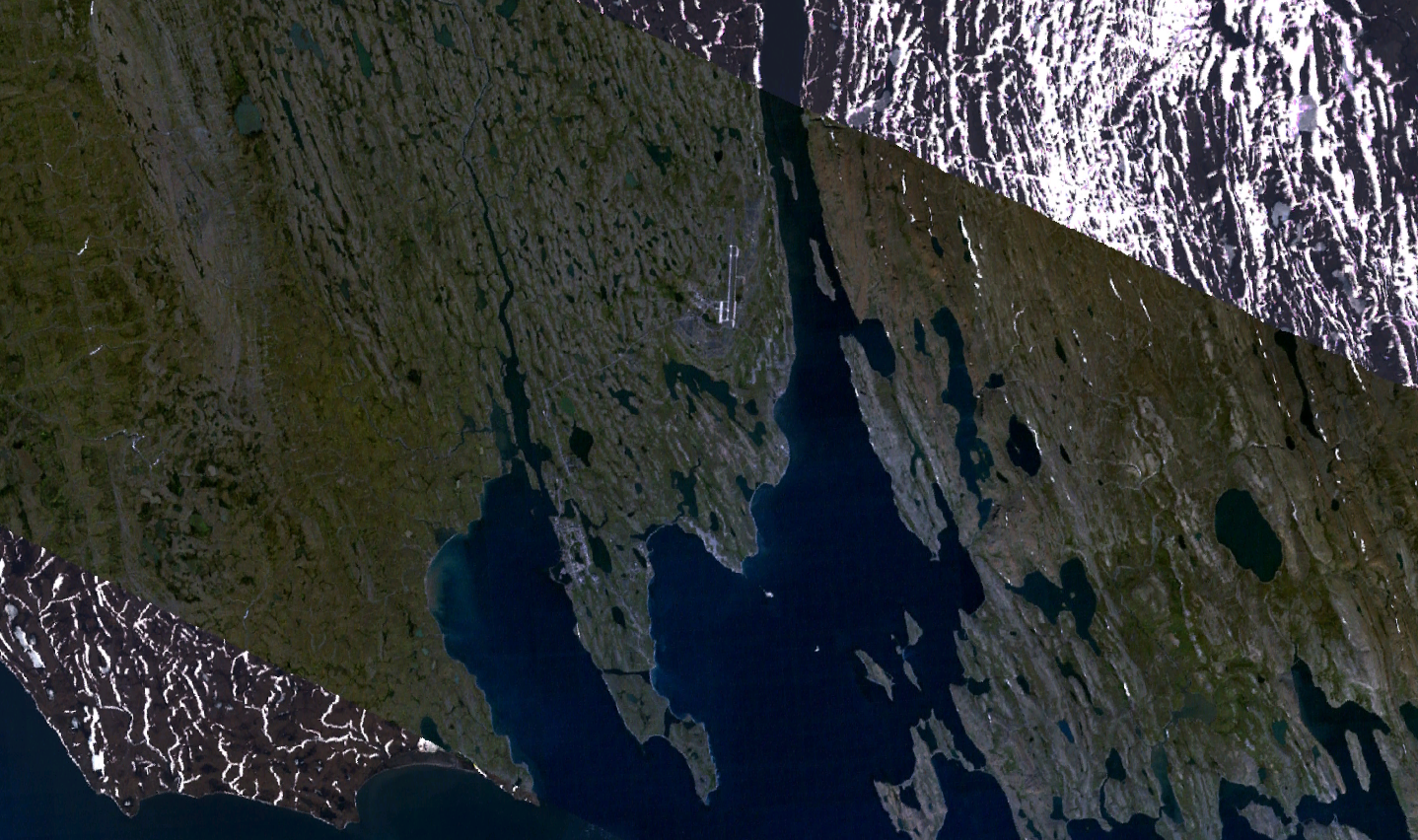
Белушья Губа и Рогачёво на полуострове Гусиная Земля на берегах бухты Белушья Губа. Снимок со спутника
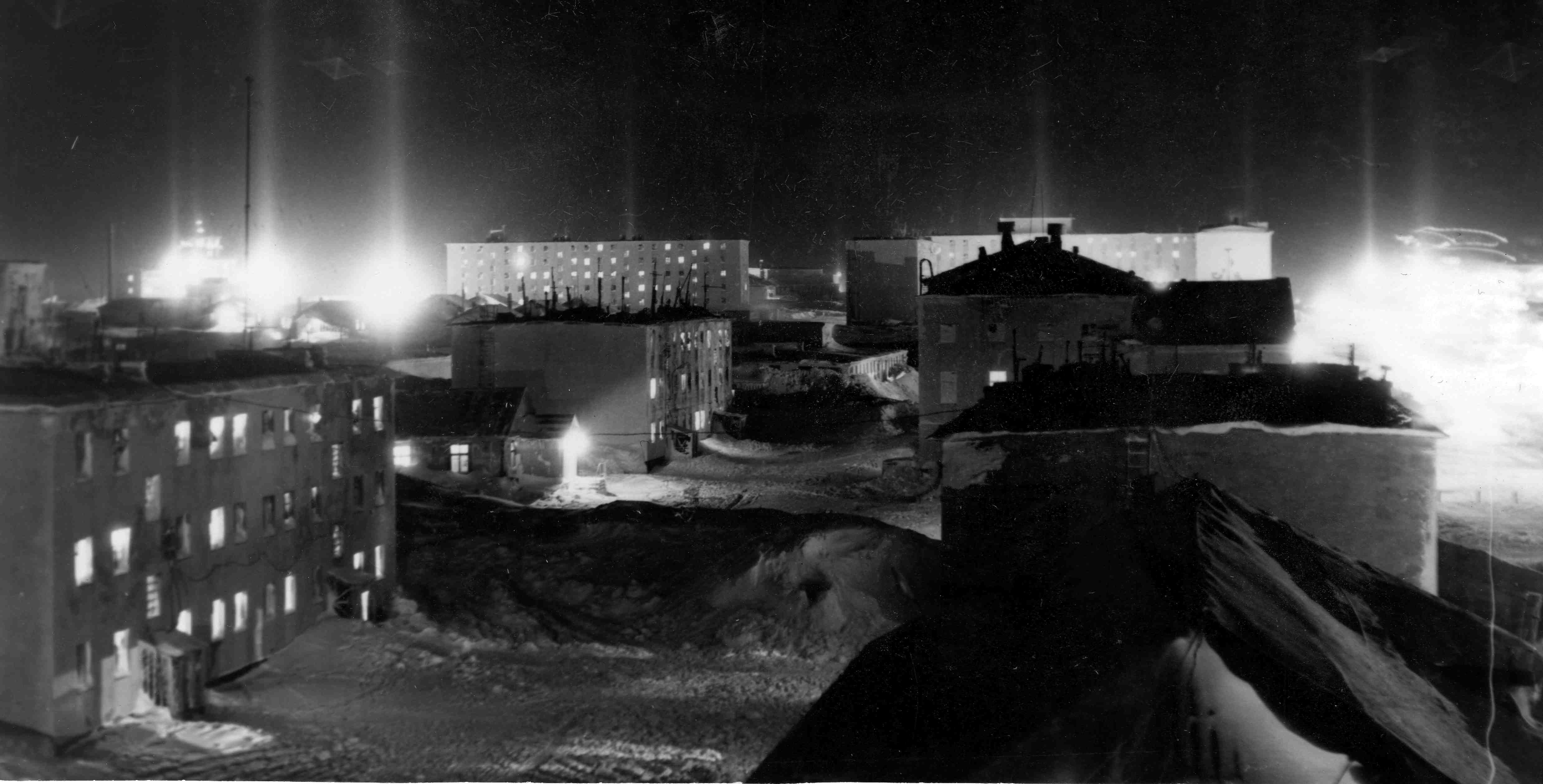
Полярная ночь в посёлке

## Топографические карты
- Лист карты R-39-V,VI Белушья Губа. Масштаб: 1 : 200 000. Состояние местности на 1980 год. Издание 1987 г.